# Sinagoga Mare din Fălticeni
Sinagoga Mare din Fălticeni este un lăcaș de cult evreiesc din orașul Fălticeni, localizat pe strada Ana Ipătescu nr. 149. Ea a fost construită din lemn în 1795, fiind reconstruită din piatră și cărămidă în anul 1852. Clădirea este retrasă de la aliniamentul străzii.

## Comunitatea evreiască din Fălticeni

### Situația comunității până în 1918
Târgul Fălticeni a fost fondat în anul 1779 în timpul domnitorului Constantin Moruzi, fiind primul oraș din România care a fost fondat de evrei pe baza privilegiilor acordate de domnitori. În monografia sa, istoricul Artur Gorovei menționează că în 1772 trăiau acolo trei frati evrei. Cea mai veche dovadă a existenței evreilor în orașul Fălticeni este o piatră funerară datând din 1780 și aflată în cimitirul evreiesc vechi.
Prin contractul semnat la 1 iulie 1780 între proprietarul de moșii Ioniță Bașotă și evrei, acesta le-a acordat un teren pentru cimitir, precum și dreptul de a-și construi o sinagogă cu condiția ca aceasta să arate la exterior ca orice altă casă. Evreii au primit permisiunea să se ocupe cu negustoria, fiind obligați să plătească doar taxe fixe. Casele lor nu puteau fi vândute fără acordul proprietarului moșiei. Întrucât acest prim experiment a avut succes, domnitorul a permis evreilor să fondeze și alte localități. Ca urmare a condițiilor oferite de boier, mai mulți evrei din Basarabia, Bucovina și Galiția au venit la Fălticeni și s-au stabilit acolo.
Începând din anul 1810, odată cu schimbarea proprietarului moșiei, au izbucnit dispute între evrei și noii proprietari, fiecare pretinzând că lui i se cuvin taxele plătite de evrei. Judecățile s-au tărăgănat, timp în care evreii nu au mai plătit taxe. Profitând de inexistența unui proprietar legal, evreii au construit sinagogi noi din piatră. Târgul a fost jefuit și incendiat de eteriști în timpul revoluției din 1821. Astfel, revoluționarii greci i-au sechestrat pe liderii comunității cerând răscumpărări mari pentru eliberarea acestora.
Abia în 1823 domnitorul Ioniță Sandu Sturza a acordat drepturile de proprietate lui Andrei Bașotă, nepotul primului proprietar. Acesta a abrogat contractul din 1780 și a încheiat un nou contract cu evreii prin care mărea taxele și introducea altele noi. Evreii vechi s-au opus acestor modificări și i-au alungat pe trimișii boierului veniți în primăvara anului 1825 pentru colectarea taxelor. Contestațiile evreilor au dus iarăși la tărăgănarea plății taxelor, domnitorul a anulat contractul din 1780 și a autorizat un nou statut. Evreii au contestat din nou statutul și abia în 1836 au ajuns la un acord cu proprietarul moșiei, cumpărând de la acesta terenurile pe care locuiau în centrul orașului.
Principala ocupație a evreilor din Fălticeni era negustoria. Ca urmare a faptului că orașul se afla la granița României cu Austro-Ungaria, comerțul s-a dezvoltat, iar comunitatea evreiască din Fălticeni a crescut numeric. Astfel, dacă în 1803 erau 1.500 locuitori evrei, în 1831 numărul lor crescuse la 3.200 (și pe fundalul sosirii de evrei din Basarabia și Bucovina) și în 1838 la 4.152.
În anul 1859 locuiau în Fălticeni 5.767 evrei, care reprezentau 63,5% din populația târgului.
A doua jumătate a secolului al XIX-lea a fost o perioadă de înflorire a comunității evreiești din Fălticeni. Au fost înființate mai multe instituții comunitare: o mikva (baie rituală) - 1857, un spital evreiesc - 1857, o școală de Talmud Tora - 1874 și o școală evreiască - 1897. Numărul membrilor comunității evreiești s-a stabilizat la 4.000-5.000. În 1899 locuiau în oraș 5.499 evrei (adică 57% din locuitori), iar în 1910 doar 4.751, din cauza emigrării unor etnici evrei în America.

### Perioada interbelică
După Unirea Bucovinei cu România (1918), Fălticeniul nu a mai fost oraș de frontieră. Ca urmare a acestui fapt, importanța sa a scăzut, o parte din evrei au migrat în alte localități, iar situația economică a evreilor rămași s-a înrăutățit.
Condițiile de trai ale evreilor din Fălticeni în perioada interbelică sunt descrise astfel de către dr. Moses Rosen în cartea sa de memorii: "Mă duceam în fiecare zi cu el (cu tatăl său n.n.), pe strada meseriașilor, în drumul nostru spre sinagogă. Tinichigiii, sacagiii, șindrilarii, lemnarii, toți locuiau într-un fel de pivnițe, împreună cu soțiile și copiii lor. Acestea nu aveau trepte, ci o scăriță pe care trebuia să te încumeți să cobori, ca să poți ajunge în "apartament". Mă uitam la ei cu uimire. Situația lor părea cu puțin mai bună decât a animalelor din pădure. Cu toate acestea, în ciuda sărăciei înspăimântătoare și a condițiilor subumane de trai, rămâneau voioși și nu-și pierdeau niciodată încrederea. Voiau să asculte cuvântul Torei și să recite psalmi în ebraică, cu toate că le pierduseră înțelesul."  Tot aici, viitorul șef-rabin al Comunității evreilor din România avea să cunoască primele manifestări de antisemitism din partea unui profesor și a unui coleg de școală.
În perioada interbelică, evreii au participat la viața politică, printre liderii locali fiind și viceprimarul Adolf Baier. Conform recensământului din 1930, în orașul Fălticeni locuiau 4.216 evrei, reprezentând 36,6% din populația localității. 
Venirea la putere în anul 1937 a Guvernului Goga-Cuza a dus la elaborarea de legi cu caracter antisemit care au determinat o serie de persecuții la adresa evreilor: ei erau bătuți pe stradă, siliți să țină prăvăliile deschise de Șabat etc. În iunie 1940, noile legi adoptate de guvernul Ion Gigurtu au prevăzut confiscarea proprietăților, expulzarea din școli și din funcțiile publice a persoanelor de etnie evreiască și interzicerea medicilor evrei să trateze pacienți de alte etnii.
Conform datelor recensământului din 1941, în orașul Fălticeni locuiau 4.020 erau evrei (31,8% din populație).
În iunie 1941, s-a instalat în oraș un corp militar german, care a confiscat clădirile cu rol de sinagogi și le-au folosit pentru găzduirea de funcționari și soldați. La 18 august 1941, tuturor evreilor din localitate li s-a ordonat să poarte steaua galbenă. A fost înființat un lagăr de concentrare pentru toți bărbații evrei din Fălticeni, precum și din satele Lespezi și Liteni. Circa 5.000 de evrei au fost deportați în Basarabia și Transnistria, doar aproximativ 3.700 revenind la finalul războiului.

### Decăderea comunității după al doilea război mondial
La sfârșitul anului 1947 au avut loc primele valuri de emigrări ale evreilor fălticeneni prin Cipru în Palestina.
În perioada toamna anului 1950 - aprilie 1951 majoritatea evreilor din Fălticeni au emigrat legal în noul stat Israel, o nouă etapă de emigrare având loc între anii 1958-1962. Evreii emigranți au trebuit să plătească statului român cheltuielile cu studiile lor, au vândut tot ce aveau în casă și au plecat definitiv în Israel.
În vara anului 1999 Comunitatea Evreiască din Fălticeni a închiriat terenul de două hectare ale vechiului cimitir evreiesc pentru activități agricole. Cimitirul vechi are peste 200 de ani, existând o piatră funerară din 1780, care confirmă așezarea timpurie a evreilor pe aceste meleaguri, dar multe pietre funerare s-au deteriorat sau au fost folosite de locuitorii zonei la temeliile caselor. În acel cimitir nu mai fusese îngropat nimeni de 150 de ani. În iulie 2005, președintele Comunității, Tania Grünwald, a solicitat Primăriei să asigure pază la Cimitirul Evreiesc vechi, Cimitirul Nou și Sinagoga Mare, menționând în adresă că aceste lăcașuri sfinte sunt situate în zone frecventate de rromi, "care se ocupă de distrugerea gardurilor, furturi și spargeri".
În anul 2007 mai trăiau în Fălticeni doar 40 de evrei.

## Activitatea religioasă

### Sinagogi
După cum amintea scriitorul Dimitrie Bolintineanu în volumul "Călătorii în Moldova" (1859), la Fălticeni existau la mijlocul secolului al XIX-lea 13 sinagogi. Sunt de menționat următoarele sinagogi: "Sinagoga Mare" (1795, 1854), "Leipziger" (1812), "Habad" (1852), Sinagoga croitorilor (1862), "Mahala" (1862), "Klaus" (1870), Sinagoga cizmarilor (1872), "Hevra Beit Semi", "Ștrul Hakatan" (1888), "Meir Ioil Last" (1890) și "Iuhr" (nu se cunoaște anul construirii).
În anul 1916, funcționau în Fălticeni 34 de sinagogi și case de rugăciune.
Printre rabinii care au activat aici se află Efraim HaLevi Horwitz (care a ajuns rabin aici în 1846; a murit în 1864), Yehoshua Falk Zeev Wolfsohn (născut în 1835, autor de cărți de exegeză și drept iudaic), Shimshon Tenen (născut în 1857), Abraham Arie Leib Rosen (1870-1951) (care a fost numit în anul 1916 ca rabin la Sinagoga "Habad"), Yaakov Shechter Brezis (rabin în perioada 1937-1950) și dr. Moses Rosen (1912-1994) (care a fost rabin la mica sinagogă "Mahala" între anii 1938-1940).
În prezent, singura sinagogă existentă în oraș este Sinagoga Mare, care nu mai funcționează din lipsă de enoriași.

### Sinagoga Mare
Sinagoga Mare din Fălticeni a fost construită din lemn în anul 1795. Ea fost distrusă într-un incendiu, fiind reconstruită în anul 1852, din piatră și cărămidă.
Edificiul are dimensiuni mari, cu ziduri cu grosimea de circa 1 metru și ferestre înalte. Înfățișarea exterioară este modestă, fațadele fiind tencuite și zugrăvite, dar lipsite de volumetrie. În aceeași clădire se află și Sinagoga "Terkis", care era folosită în trecut de credincioșii hasidimi. Interiorul clădirii este decorat cu pricepere și sensibilitate artistică, într-un stil eclectic, predominant baroc, aproape monumental. Pereții interiori sunt zugrăviți cu imagini din Eretz-Israel de către pictori care nu fuseseră niciodată acolo.
La 18 mai 2002 Comunitatea Evreilor din Fălticeni a reclamat la poliție că persoane necunoscute au pătruns în incinta sinagogii, în perioada 27 aprilie – 18 mai, unde au efectuat diferite inscripții antisemite și cu aceeași ocazie au furat un sul sfânt. În urma cercetărilor poliției s-a constatat că sulul sfânt nu a furat, acesta fiind predat anterior cu documente legale Federației Comunității Evreiești din București, iar înscrisurile efectuate pe pereții interiori din sinagogă nu au fost considerate antisemite ca urmare a faptului că nu au fost înscrise în locuri publice sau în care să fi avut acces mai multe persoane.
În lista sinagogilor din România publicată în lucrarea "Seventy years of existence. Six hundred years of Jewish life in Romania. Forty years of partnership FEDROM – JOINT", editată de Federația Comunităților Evreiești din România în anul 2008, se preciza că Sinagoga Mare din Fălticeni era încă în funcțiune.

## Imagini

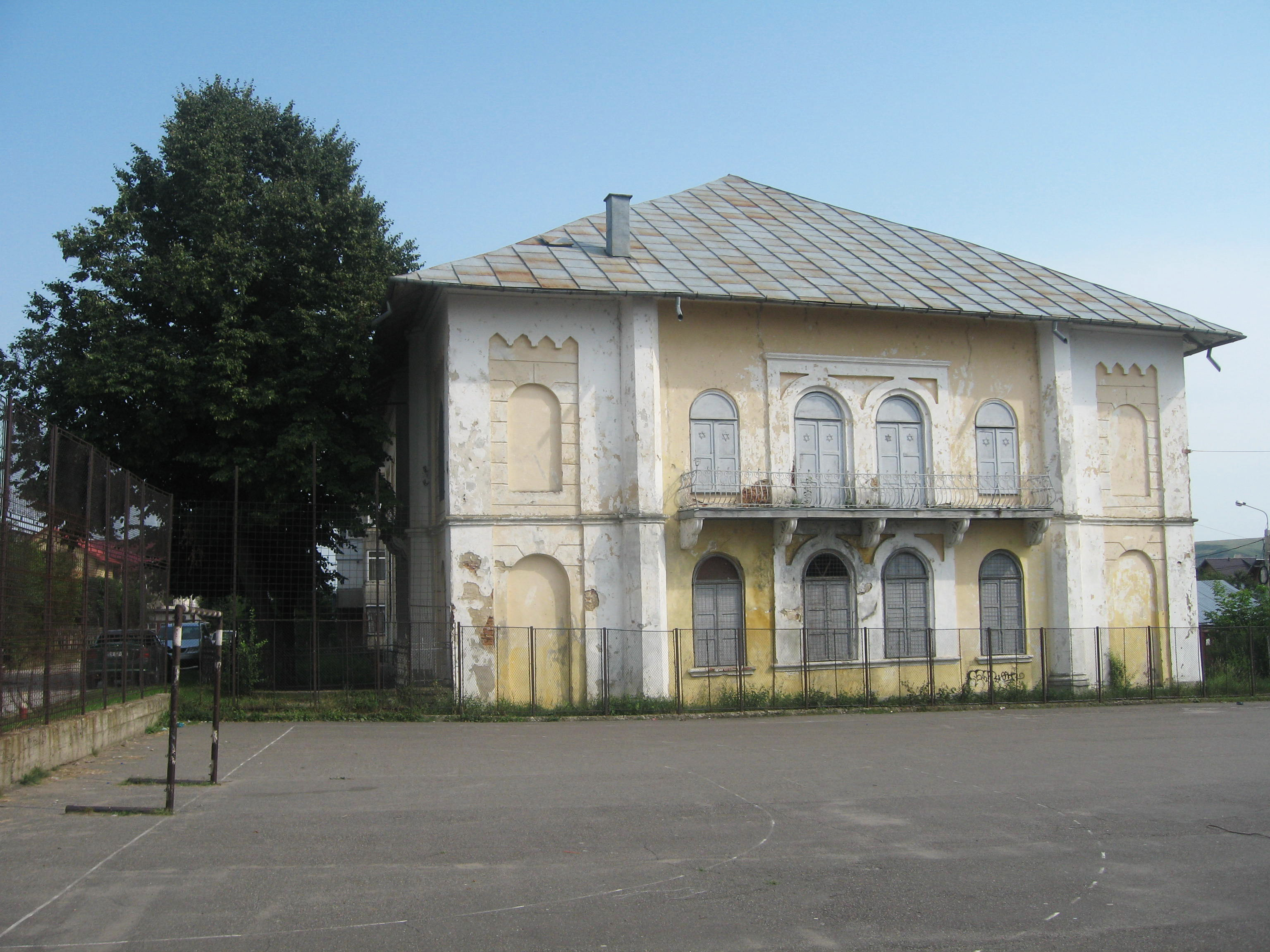
Sinagoga Mare din Fălticeni
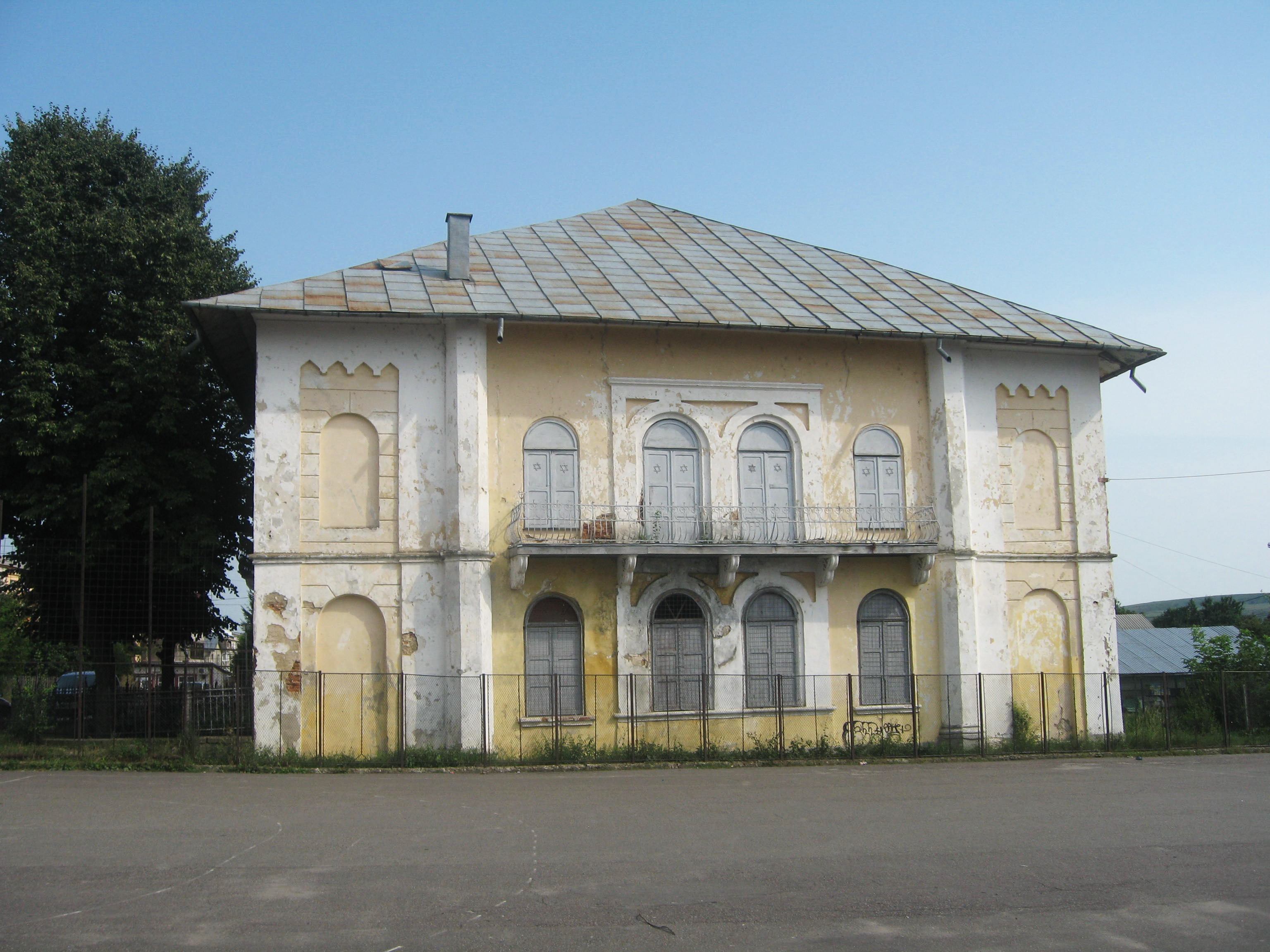
Sinagoga Mare din Fălticeni
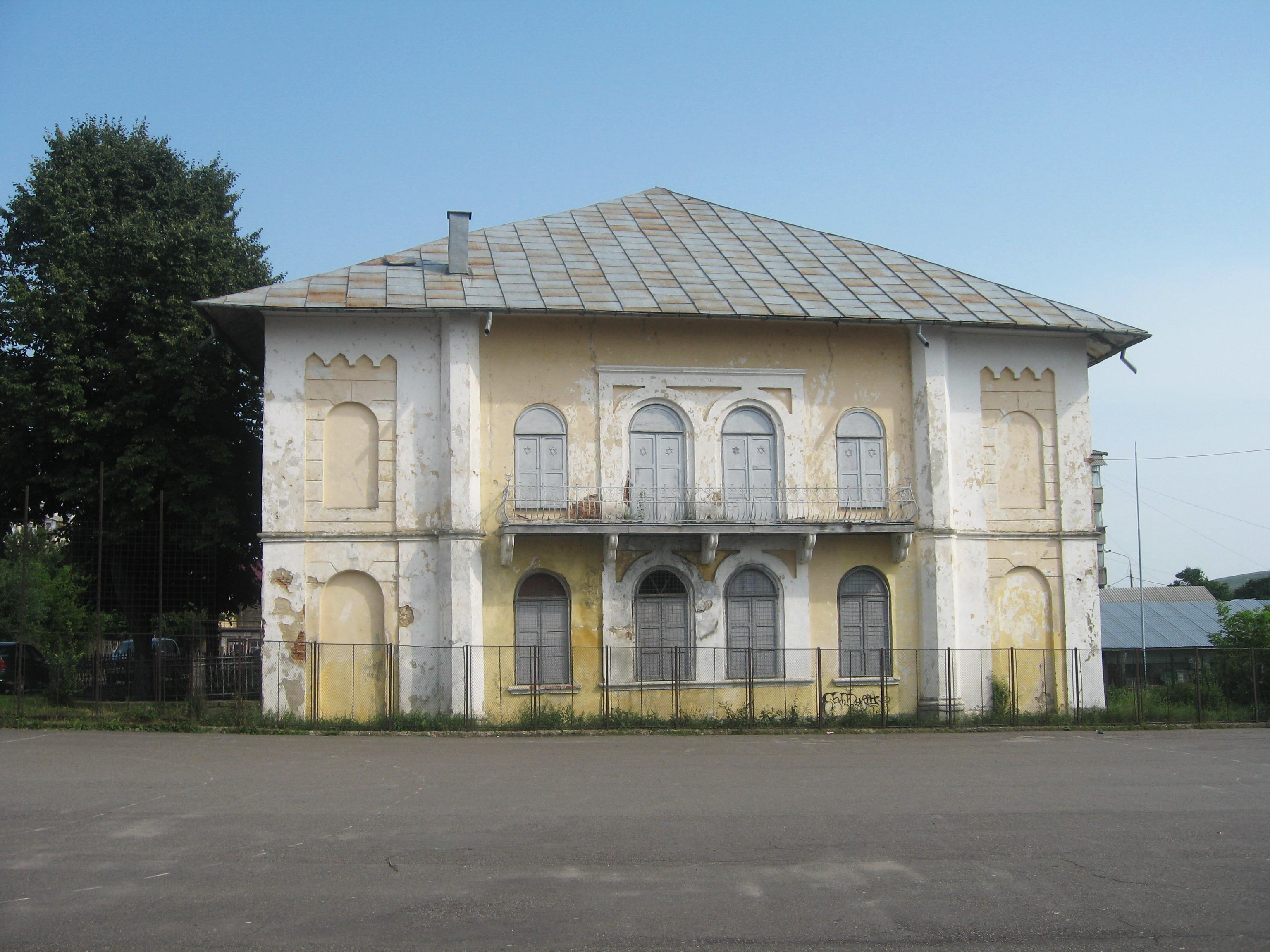
Sinagoga Mare din Fălticeni
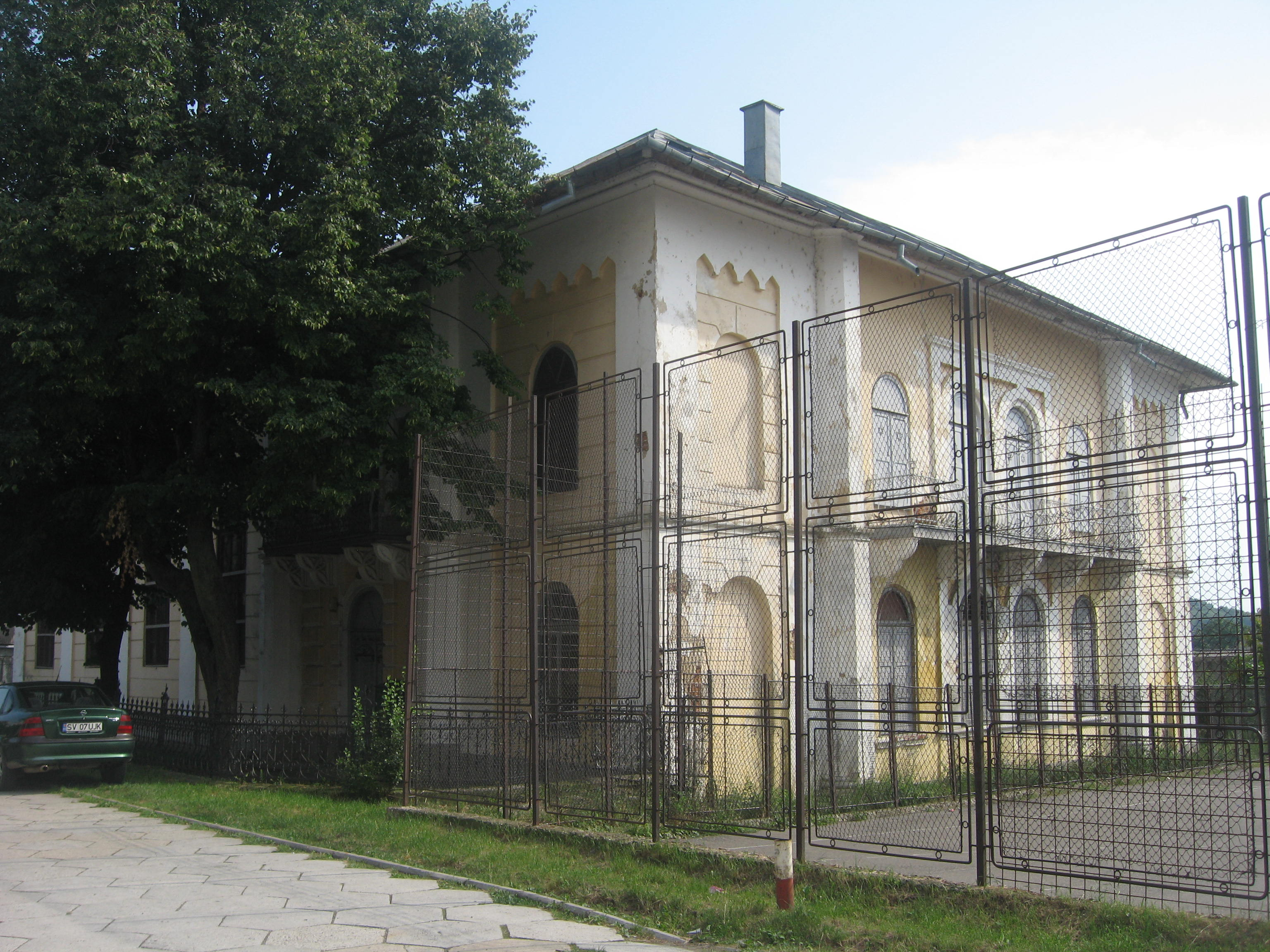
Sinagoga Mare din Fălticeni
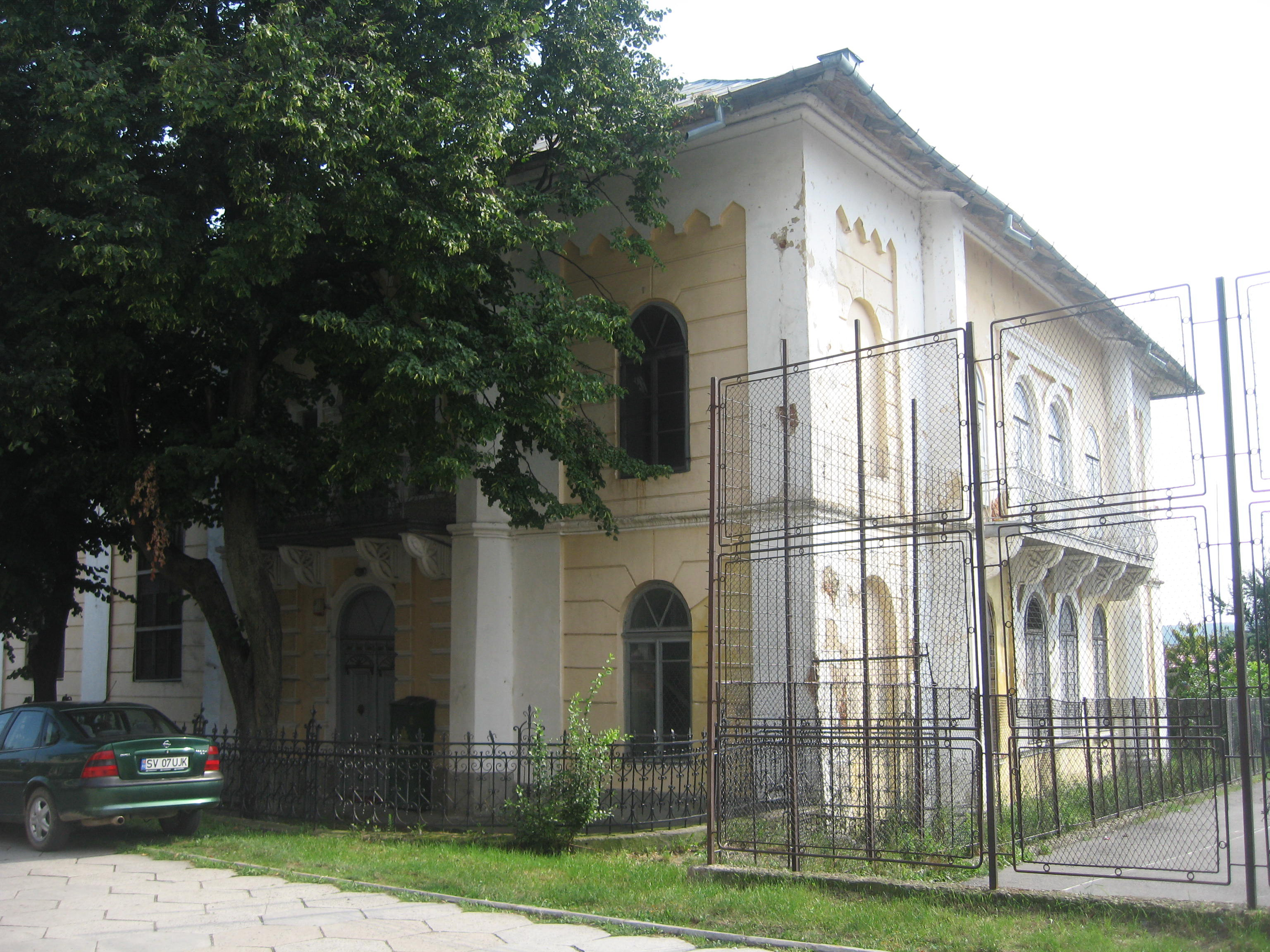
Sinagoga Mare din Fălticeni
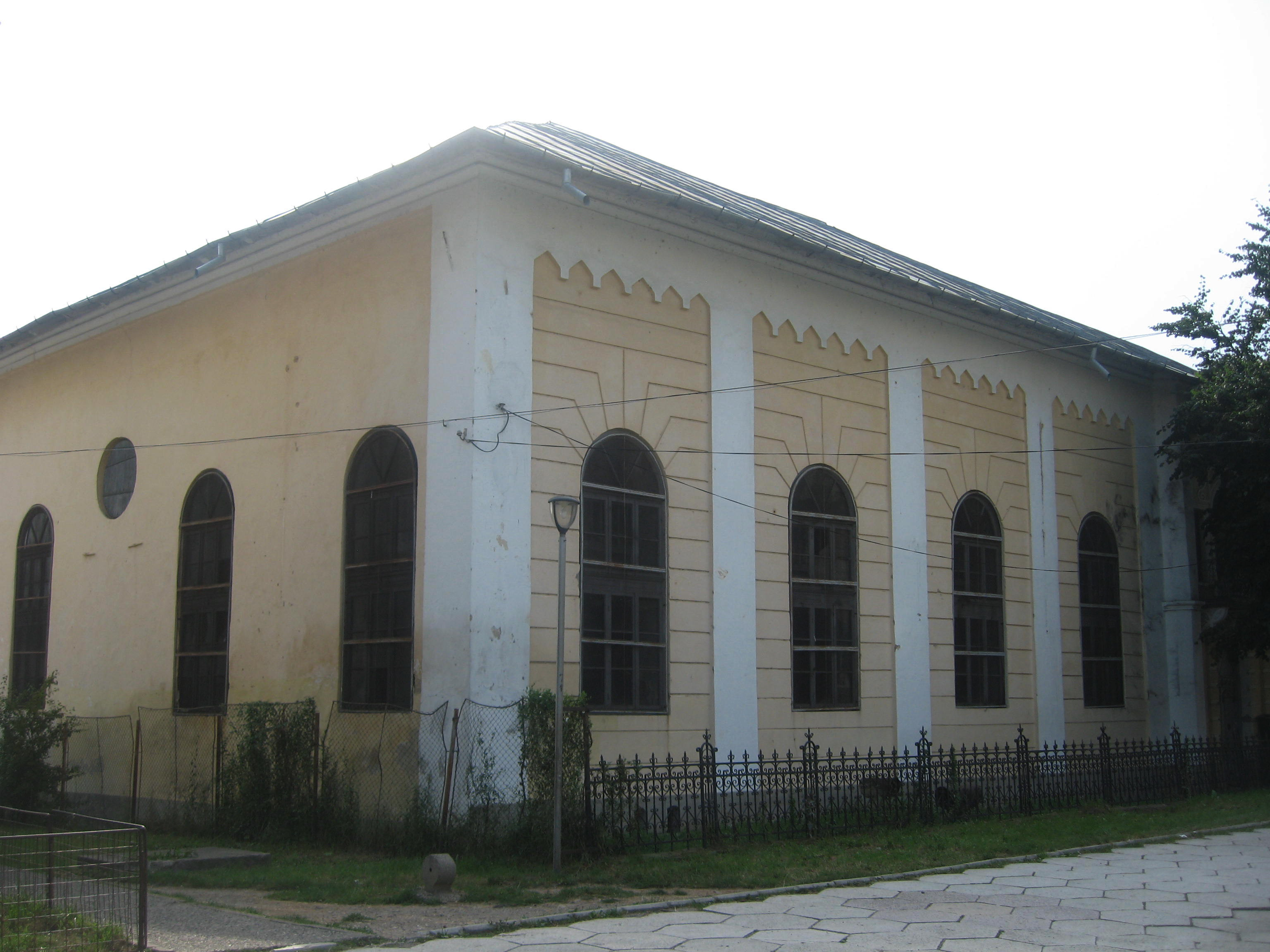
Sinagoga Mare din Fălticeni